# Анархическая федерация
Анархическая федерация — форма структурирования безвластного общества в социально-экономической модели анархизма.
Анархисты полагают, что место власти должна занять реальная низовая инициатива, когда люди сами, коллективно будут решать общественные вопросы, и индивидуально (без вреда для других) свои личные вопросы. Ради решения любых проблем, которые касаются общества в целом, а также осуществления проектов, которые затрагивают широкие слои общества, инициатива должна выстраиваться снизу вверх, а не наоборот, как это имеет место в современном мире. Именно таким образом строятся анархические федерации.
Анархисты предлагают создавать федеративные сообщества снизу вверх, вплоть до всемирного уровня, либо на конфедеративных началах, с широким разветвлением горизонтальных связей. При создании федералистских образований анархисты предлагают осуществлять их через систему делегирования, с правом немедленного отзыва делегатов, базирующуюся на принципе императивного мандата. Федерации основываются на таких базовых принципах, как свобода, солидарность (взаимопомощь), справедливость, равенство, но действуют через представительство от коллективов. Такие делегаты не должны принимать решений за выдвинувших его людей, но должны выполнять возложенные на них обязательства (в этом и заключается принцип императивного мандата).
Пьер-Жозеф Прудон, по праву считающийся подлинным основателем современной анархистской традиции, выступил с идеей «спонтанного порядка», противопоставив её идеям централизма, предложив идею «положительной анархии», когда порядок возникает в результате того, что все делают то, что они сами желают делать, и такая система самоуравновешивается, приходя к естественному порядку, и где «одни только деловые операции создают общественный строй». Прудон представлял анархию как

«форму правительства или конституции, в которой общественное и личное сознание, сформированное через развитие науки и закона, достаточных, чтобы поддерживать порядок и гарантировать все свободы. В таком случае, как следствие, учреждения полиции, превентивных и репрессивных методов, бюрократического аппарата, налогообложение и т. д., [должны были] уменьшаться до минимума. В этом, в особенности, формы монархии и усиленной централизации исчезают, чтобы быть замененными федералистскими учреждениями и образом жизни, основанной на коммуне».
Под «коммуной» Прудон подразумевал местное самоуправление.
Михаил Бакунин тоже придерживался антиавторитарных федералистких взглядов, что явилось одной из существенных причин его разрыва с Карлом Марксом.
Сторонником безгосударственного федерирования был также теоретик анархо-коммунизма Пётр Кропоткин.